# Stockport (stacja kolejowa)
Stockport (zwana także Stockport Edgeley lub Edgeley)  – stacja kolejowa w Stockport, w Anglii. Posiada 3 perony i obsługuje 2,2 mln pasażerów. Stacją zarządza Virgin Trains.

## Użycie peronów
Perony w Anglii odpowiadają polskim krawędziom peronowym, na polskich dworcach oznaczanym jako tor. Peron 0 w Stockport jest peronem z jedną krawędzią peronową. Perony 1 i 2 to jeden polski "peron", zaś peron 3a znajduje się pośrodku peronów 3 i 4, na jednym "peronie" według polskiego rozumienia. 
Perony 1 i 2 oraz 3, 3a i 4 łączy przejście podziemne, zaś na peron 0 wchodzi się schodami z hali głównej dworca.
Z poszczególnych peronów odjeżdżają pociągi w następujących kierunkach:
Peron 0 – Hazel Grove, Buxton, Sheffield, Norwich, Nottingham i Cleethorpes (otwarty w 2003).
Peron 1 – pociągi w kierunku południowym: Macclesfield, Crewe, Stoke-on-Trent i Alderley Edge. W niedziele także pociągi do Manchesteru i Southport.    
Peron 2 – pociągi w kierunku południowym: Macclesfield, Stoke-on-Trent, Chester, Crewe, Alderley Edge, południowa Walia, Londyn, Bristol, Bournemouth, Paignton i Plymouth.
Peron 3 – głównie pociągi pospieszne do Manchester Piccadilly oraz na stację Manchester Airport przy lotnisku w Manchesterze, Liverpool Lime Street, Blackpool North, Preston, Salford Crescent, Bolton, Wigan, Southport i Barrow-in-Furness. 
Peron 3a – nieliczne pociągi do Wigan i Southport, oraz raz w tygodniu utrzymywana przez rząd linia (Parliamentary train) do Stalybridge. 
Peron 4 – głównie pociągi do Manchester Piccadilly i Manchester Airport, Liverpool Lime Street, Blackpool North, Preston, Salford Crescent, Bolton, Wigan, Southport i Barrow-in-Furness.